# Lillian Hurst
Lillian Hurst (* 13. August 1943 in San Juan) ist eine puerto-ricanische Schauspielerin und Komikerin. Hurst gab ihr Debüt als TV-Komikerin in den frühen 1960er Jahren. Sie nahm an verschiedenen Off-Broadway- und Filmproduktionen in den Vereinigten Staaten teil.

## Leben

### Frühes Leben
Hurst stammt aus einer gutbürgerlichen Familie. Ihr Vater war der Besitzer der „Farmacia Imperial“ (Pharmaunternehmen) in Barrio Obrero.
Hurst ist auch die Cousine des puerto-ricanischen TV-Produzenten, Schauspielers und Geschäftsmanns Tommy Muñiz.
In jungen Jahren sagte Hurst ihren Eltern, dass sie Schauspielerin werden will. Diese meldeten sie, nachdem sie die Primar- und Sekundarstufe abgeschlossen hatte, für die Model Akademie von Ana Santisteban an. Während sie 1960, als sie 17 war, auf eine Zusage der Akademie wartete, versuchte sie sich mit Freunden als Straßenkomikerin. Der Produzent Gaspar Pumarejo entdeckte Hurst, als er in der Akademie nach neuen Talenten für seine Show, die er produzierte, suchte.

### Erste Fernseherfolge
Daraufhin war sie in der Comedyserie „Pompilia y su Familia“ (dt. Pompilia und ihre Familie) zu sehen, welche auf dem puerto-ricanischen Sender „WAPA-TV“ ausgestrahlt wurde. Später moderierte sie „La Hora del Niño“ (dt. Kinderstunde) auf Kanal 6 des puerto-ricanischen Fernsehens. Andere Sendungen, an denen sie in den 1960ern beteiligt war, sind „Casos y Cosas de la Casa“ (dt. Dinge und Hausgegenstände) und „Matrimonio y Algo Más“ (dt. Heiraten und etwas mehr). 1969 wurde Hurst von Panamerican de Telivison in Lima, Peru, beauftragt, ein Jahr bei dem Projekt „El Hit del Momento“ (dt. Der Hit des Moments) mitzuarbeiten.
Als Hurst wieder nach Puerto Rico zog, arbeitete sie an Projekten, die ihr Cousin Tommy Muñiz produzierte. Sie spielte auch in verschiedenen Theateraufführungen mit. Darunter waren „La Casa de las Hojas Azules“ (dt. Das Haus mit den blauen Blättern) und „La Verdadera Historia de Pedro Navaja“ (dt. Die wahre Geschichte von Pedro Navaja). Im Jahr 1980 schrieb und produzierte sie eine Bühnenaufführung, welche sie im Condado Beach Hotel in San Juan präsentierte.

### Leben in den Vereinigten Staaten
Hurst ging nach New York, um dort für eine kurze Zeit in Off-Broadway-Produktionen mitzuspielen. Im Jahr 1989 zog sie nach Los Angeles, Kalifornien, wo sie sich in das Santa Monica College einschrieb und dort Psychologie studierte. Hurst kann in englisch- und in spanischsprachigen Filmen mitspielen. Sie bekam die Rolle der „Mrs. Maris“ in Windows (1991), welche im Taper Forum präsentiert wurde und die Rolle „Lola“ in „La Balada de Tina Jaurez“ (dt. Die Ballade von Tina Jaurez) (1992). Hurst gründete eine Schauspielschule für hispanische Schüler. Es folgten zahlreiche Gastrollen, wie die Rolle der „Carmen Reyes“ in der US-amerikanischen Serie Lost

## Filmografie
- 1985: Amigos
- 1988: Sesamstraße (Sesame Street, Fernsehserie, 2 Episoden)
- 1991: Wo warst Du, Daddy? (The Summer My Father Grew Up)
- 1991: Der Doktor – Ein gewöhnlicher Patient (The Doctor)
- 1992: Ballad of Tina Juarez (Kurzfilm)
- 1992: Cop am Abgrund (From the Files of Joseph Wambaugh: A Jury of One, Fernsehfilm)
- 1994: Eine Million für Juan (A Million to Juan)
- 1995: Entführt – Ein Fan läuft Amok (Private Obsession)
- 1995: Sleepstalker
- 1995: JAG – Im Auftrag der Ehre (JAG, Fernsehserie, Episode 1x07: Der leuchtende Pfad (War Cries))
- 1996: New York Cops – NYPD Blue (NYPD Blue, Fernsehserie, Episode 3x17: Ein anständiger Ganove (Hollie And The Blowfish))
- 1996: Pretender (The Pretender, Fernsehserie, Episode 1x03: Flyer)
- 1997: Brittle Glory
- 1997: Akte X – Die unheimlichen Fälle des FBI (The X-Files, Fernsehserie, Episode 4x11: Der Chupacabra (El Mundo Gira))
- 1997: Emergency Room – Die Notaufnahme (ER, Fernsehserie, Episode 4x04: Der Übervater (When the Bough Breaks))
- 1997: Brooklyn South (Fernsehserie, Episode 1x22)
- 1997–2001: Dharma & Greg (Fernsehserie, 18 Episoden)
- 1998: Verrückt nach ihr (Folle d’elle)
- 1998: Melting Pot
- 1999: Profiler (Fernsehserie, Episode 3x13: Heads, You Lose)
- 1999: L.A. Doctors (Fernsehserie, Episode 1x17: Immaculate Deception)
- 1999: Cracker (Fernsehserie, Episode 1x12: The Club)
- 1999: Verrückt nach dir (Mad About You, Fernsehserie, Episode 7x21: Wie ich wurde, was ich bin (1) (The Final Frontier (1)))
- 1999: Cosas que olvidé recordar (engl. Things I Forgot to Remember)
- 1999: Candyman 3 – Der Tag der Toten (Candyman 3: Day of the Dead)
- 1999: King of Queens (The King of Queens, Fernsehserie, Episode 2x03: Unwichtiges in Klammern gesetzt (Assaulted Nuts))
- 1999: My Little Assassin
- 1999: Seven Days – Das Tor zur Zeit (Seven Days, Fernsehserie, Episode 2x16: Knock Out (The Cuban Missile))
- 2000: Brot und Rosen (Bread and Roses)
- 2000: Corrie und das Rennpferd (Ready to Run, Fernsehfilm)
- 2001: Shooting LA
- 2001: Spyder Games (Fernsehserie, Episode 1x49)
- 2002: Nix wie raus aus Orange County (Orange County)
- 2002: George Lopez (Fernsehserie, Episode 2x01: Who’s Your Daddy?)
- 2002: Nightstalker – Die Bestie von L.A. (Nightstalker)
- 2003: Cold Case – Kein Opfer ist je vergessen (Cold Case, Fernsehserie, Episode 1x01: Mord verjährt nicht (Look Again))
- 2003: Polizeibericht Los Angeles (Dragnet, Fernsehserie, Episode 2x02: Ohne eine Chance (Coyote))
- 2003: Arrested Development (Fernsehserie, Episode 1x02: Flambierte Bananen (Top Banana))
- 2004: Cracking Up (Fernsehserie, 4 Episoden)
- 2004: Gauner unter sich (Criminal)
- 2005: English as a Second Language
- 2005: Girlfriends (Fernsehserie, 2 Episoden)
- 2006: Huff – Reif für die Couch (Huff, Fernsehserie, Episode 2x04)
- 2006: The Unit – Eine Frage der Ehre (The Unit, Fernsehserie, Episode 2x09)
- 2005–2010: Lost (Fernsehserie, 6 Episoden)
- 2005–2014: The Comeback (Fernsehserie, 11 Episoden)
- 2006–2007: The Nine – Die Geiseln (The Nine, Fernsehserie, 4 Episoden)
- 2007: Alles Betty! (Ugly Betty, Fernsehserie, Episode 1x22)
- 2007: Side Order of Life (Fernsehserie, 2 Episoden)
- 2007: Reaper – Ein teuflischer Job (Reaper, Fernsehserie, Episode 1x09: Asche zu Asche (Ashes to Ashes))
- 2008: Azucar Morena (Fernsehfilm)
- 2009: Not Forgotten – Du sollst nicht vergessen (Not Forgotten)
- 2009: Nip/Tuck – Schönheit hat ihren Preis (Nip/Tuck, Fernsehserie, Episode 5x21)
- 2010: Es mejor escucharlo (Kurzfilm)
- 2010: True Blood (Fernsehserie, Episode 3x10: Verdacht (I Smell a Rat))
- 2012: I Am a Director
- 2016: Yo Soy Un Político